# Richard Arnell
Richard Anthony Sayer ("Tony") Arnell (født 15. september 1917 i Hampstead, London, England, død 10. april 2009) var en engelsk komponist.
Arnell studerede under John Ireland på Royal College of Music i London. Han har skrevet 11 symfonier, 6 strygekvartetter, koncertmusik, kammermusik og filmmusik.
Han er en fremragende orkestrator, og dirigenten Thomas Beecham gik så langt, at han kaldte ham den største orkestrator siden Hector Berlioz.

## Udvalgte værker
- Symfoni (1938) - for orkester
- Symfoni (1939) - for strygeorkester
- Symfoni nr. 1 (1943) - for orkester
- Symfoni nr. 2  "Rufus" (1942-1944) - for orkester
- Symfoni nr. 3 (1944–1945) - for orkester
- Symfoni nr. 4 (1948) - for orkester
- Symfoni nr. 5 (1955) - for orkester
- Symfoni nr. 6 "Armbolten" (1992–1994) - for orkester
- Symfoni nr. 7 "Mandela" (1996) - for orkester
- Symfoni "Dagenham" (1952) - for orkester
- Symfoni "Næsten Variation" (1941) - for orkester
- "Lord Byron" (1952) (et symfonisk portræt) - for orkester
- 6 Strygekvartetter (1939, 1941, 1945, 1950, 1962, 1994)
- Klaverkoncert (1946) - for klaver og orkester
- "Den tredje hemmelighed" (1964) - filmmusik
- "Den Sorte Panter" (1977) - filmmusik
- Kantate "Krigsherren" (1945) - for sopran, kor og orkester
- "Ode til vestblæsten" (1949) - for sopran og orkester